# Distrito electoral de Benkelman No. 3
Benkelman No. 3 (en inglés: Benkelman No. 3 Precinct) es un distrito electoral ubicado en el condado de Dundy en el estado estadounidense de Nebraska. En el Censo de 2010 tenía una población de 310 habitantes y una densidad poblacional de 0,54 personas por km².

## Geografía
Benkelman n.º 3 se encuentra ubicado en las coordenadas 40°9′43″N 101°45′7″O / 40.16194, -101.75194. Según la Oficina del Censo de los Estados Unidos, Benkelman n.º 3 tiene una superficie total de 573.93 km², de la cual 573.64 km² corresponden a tierra firme y (0.05%) 0.29 km² es agua.

## Demografía
Según el censo de 2010, había 310 personas residiendo en Benkelman n.º 3. La densidad de población era de 0,54 hab./km². De los 310 habitantes, Benkelman n.º 3 estaba compuesto por el 95.16% blancos, el 3.23% eran de otras razas y el 1.61% pertenecían a dos o más razas. Del total de la población el 9.35% eran hispanos o latinos de cualquier raza.